# Michaela Dorfmeisterová
Michaela Dorfmeisterová (* 25. března 1973 Vídeň) je bývalá rakouská reprezentantka v alpském lyžování, dvojnásobná olympijská vítězka i mistryně světa.
Se závodní dráhou se rozloučila na Zimních olympijských hrách 2006 v Turíně. K prvnímu závodu Světového poháru nastoupila v roce 1991. Největších úspěchů dosáhla v rychlostních disciplínách, tj. sjezdu a super G.